# Adrian Hoecken
Adrian Hoecken, né le 18 mars 1815 à Tilbourg (Brabant-Septentrional) et mort le 19 avril 1897 à Milwaukee (États-Unis), est un prêtre jésuite néerlandais, missionnaire aux États-Unis au temps de la Conquête de l'Ouest (XIXe siècle). Frère cadet de Christian Hoecken, il l'a suivi dans les Montagnes rocheuses, où il fut le fondateur de plusieurs postes missionnaires importants, parmi lesquels la Mission jésuite Sainte-Marie de Bitter Root, où il œuvra auprès des indiens Têtes-Plates.

## Biographie
Né à Tilbourg, en Brabant-Septentrional, le 18 mars 1815, il rejoint la mission de Florissant (Missouri) en 1839, puis est envoyé dans la région des Montagnes rocheuses. En octobre 1844, informé des besoins de la Mission jésuite Sainte-Marie de Bitter Root, Pierre Verhaegen y envoie Peter de Vos, responsable du noviciat à Florissant (Missouri), Adrian Hoecken et le frère Mac Gean. Il œuvre jusqu'en 1861 parmi les indiens Têtes-Plates.
Adrian Hoecken meurt le 19 avril 1897 à Milwaukee. 
Quand le père Pierre-Jean De Smet repart d'Europe, cinq  prêtres l'accompagnent: Antonio Ravalli,  Michel Accolti, Jean Nobili, Louis Vercruysse, Francis Huibrechts. 
Adrian est le frère de Christian Hoecken, et de 7 ans son cadet. Christian Hoecken fut l'un des fondateurs, avec Nicolas Point, de la Mission jésuite Saint-Michael des Pend'Oreilles au bord de la rivière des Prêtres.
Il a œuvré principalement auprès de ces tribus :
- les indiens Pend d'Oreilles.
- les indiens Cœur d'Alène.
- les indiens Kootenai.
- les indiens Têtes-Plates.